# Pachydota luciana
Pachydota luciana är en fjärilsart som beskrevs av Embrik Strand 1919. Pachydota luciana ingår i släktet Pachydota och familjen björnspinnare. Inga underarter finns listade i Catalogue of Life.